# Maliq & D'Essentials

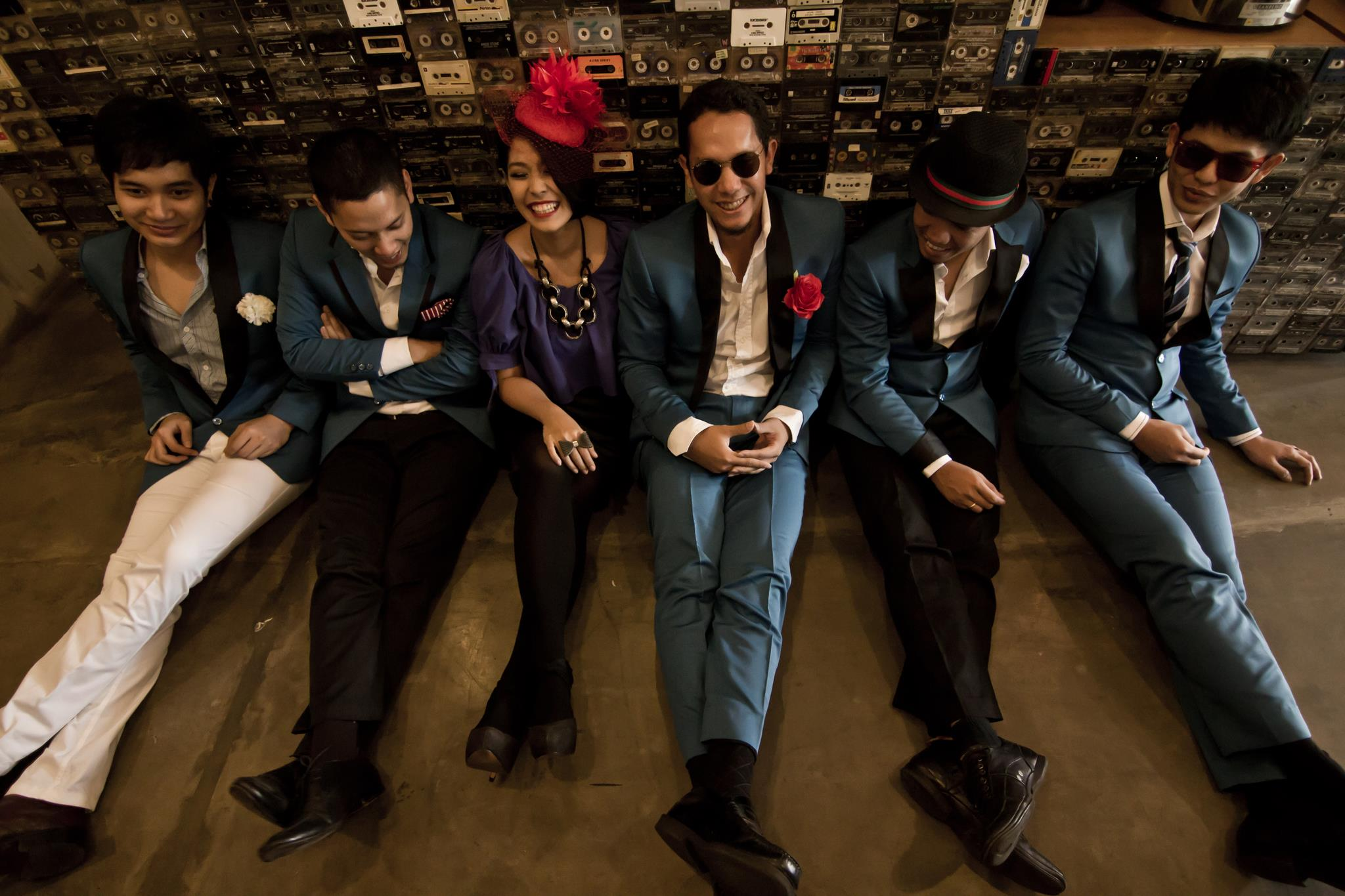
Maliq & D'Essentials

Maliq & D Essentials es una banda musical  Indonesa de género jazz y soul, se formó en Yakarta en el 2002. Desde su presentación en el Festival de Jazz de Java internacional de Yakarta en el 2005, la banda se hizo popular en todo su país, sobre todo entre el público juvenil.
La combinación de sus canciones cantadas en bahasa indonesio e inglés se ha convertido en una de las insignias típicas en su música. El estilo musical de la banda es poco común, a comparación de otras bandas musicales indonesias.
Maliq & D Essentials ha publicado cuatro álbumes en total de estudio. 

## Carrera
Maliq & D'Essentials se formó el 15 de mayo de 2002, por los hermanos Angga y Widi Puradiredja (vocalistas y bateristas del grupo, también productores, compositores y ordenadores). El final de la banda se concluyó con la integración de Indah y Dimi (voz), Ifa (teclados), Jawa (bajo), Satrio (guitarras) y Amar (cuernos). El grupo comenzó su carrera musical presentándose en diferentes salones y cafés de Yakarta. Después de sus primeros 2 años el grupo incursiona en el género jazz y soul. Con la evolución musical de la banda, empezaron a ganar popularidad entre el público.

## Integrantes

### Actuales
- Angga Puradiredja
- Widi Puradiredja
- Indah Wisnuwardhana
- Dendy 'Javafinger/Jawa' Sukarno
- Arya 'Lale' Aditya Ramadhya
- Ilman Ibrahim Isa

### Anteriores
- Dimi Hapsari
- Nur Satriatama 'Satrio'
- Ifa Fachir
- Amar Ibrahim

## Disco grafía

### Álbumes y EP
| Año  | Detalles del álbum                                                                                                 | Singles                                               |
| ---- | --- | ----------------------------------------------------- |
| 2005 | 1st - Released: 2005 - Label: Warner Music Indonesia - Formats: CD, Cassette, Digital download                     | - Terdiam - Untitled - Sampai Kapan - Kangen          |
| 2006 | 1st Special Edition - Released: 2006 - Label: Warner Music Indonesia - Formats: CD, Cassette, Digital download     | - The One                                             |
| 2007 | Free Your Mind - Released: 2007 - Label: Warner Music Indonesia - Formats: CD, Cassette, Digital download          | - Heaven - Beri Cinta Waktu                           |
| 2008 | Free Your Mind (Repackaged) - Released: 2008 - Label: Warner Music Indonesia - Formats: CD, Cassette               | - Dia - Kau Yang Bisa                                 |
| 2009 | Mata Hati Telinga - Released: 2009 - Label: Warner Music Indonesia - Formats: CD, Digital download                 | - Pilihanku - Coba Katakan                            |
| 2010 | The Beginning Of A Beautiful Life - Released: 2010 - Label: Warner Music Indonesia - Formats: CD, Digital download | - Terlalu - Menari - Penasaran                        |
| 2013 | Sriwedari - Released: 2013 - Label: Organic Records - Formats: CD, Digital download                                | - Setapak Sriwedari - Drama Romantika - Dunia Sekitar |
| 2014 | Musik Pop - Released: 2014 - Label: Organic Records - Formats: CD, Digital download                                | - Ananda - Himalaya                                   |

### Otros sencillos
- "Tafakur" (2008, Kompilasi LCLM 2008)
- "Prasangka" (2011, A Tribute to KLa Project)
- "Berlari dan Tenggelam" (2012, Kompilasi Radio Killed The TV Stars #1)

### DVD
- "MALIQ & D'ESSENTIALS feat. Organic All Stars - Live at the Jakarta International Java Jazz Festival 2009" (2010)

### Libro
- The Beginning Of A Beautiful Life, "a story yet to be told." (2010)